# Platygaster athamas
Platygaster athamas är en stekelart som beskrevs av Walker 1836. Platygaster athamas ingår i släktet Platygaster och familjen gallmyggesteklar. Inga underarter finns listade i Catalogue of Life.